# Sex Pistols
A Sex Pistols egy angol punkegyüttes volt, melyet 1975-ben, Londonban alapítottak. Ők indították el az Egyesült Királyságban a punkmozgalmat, és több későbbi előadót inspiráltak. Annak ellenére, hogy eredeti pályafutásuk mindössze két és fél évig tartott, és ez idő alatt mindössze négy kislemezt, valamint egy albumot, a Never Mind the Bollocks, Here’s the Sex Pistols-t adták ki, a könnyűzene történetének egyik legfontosabb és legnagyobb hatású formációjának tartják őket.
Az együttes eredetileg Johnny Rotten énekesből, Steve Jones gitárosból, Paul Cook dobosból és Glen Matlock (később Sid Vicious vette át a helyét) basszusgitárosból állt. Malcolm McLaren menedzser irányítása alatt az együttes olyan botrányokat kavart, amelyek egész Nagy-Britanniát foglalkoztatták. A koncertjeik alatt többször kerültek összetűzésbe a szervezőkkel és a hatóságokkal. 1977-es kislemezüket, a God Save the Queent széles körben támadásnak tekintették a társadalmi elkényelmesedés, a brit monarchia és a nacionalizmus ellen. Ezzel „kitört az utolsó és egyben legnagyobb zenei alapú morális zűrzavar”.
Rotten 1978 januárjában, egy féktelen amerikai turné után elhagyta az együttest, és bejelentette annak feloszlását. Az ezt követő néhány hónapban az együttes három másik tagja a The Great Rock ’n’ Roll Swindle filmhez rögzített felvételeket. 1979 februárjában Vicious heroin-túladagolásban meghalt. 1996-ban Rotten, Jones, Cook és Matlock összeállt a Filthy Lucre-turnéra; 2002 után további koncerteket adtak. 2006. február 24-én az együttest – a négy eredeti tagot és Vicioust – beiktatták a Rock and Roll Hall of Fame-be. A meghívást – a múzeumot „húgyfoltnak” nevezve – elutasították.

## Történet

### Eredet és korai napok
A Sex Pistols a Strandből jött létre, ami 1972-ben alakult meg Londonban. Az együttesben Steve Jones énekelt, Paul Cook dobolt, Wally Nightingale gitározott. Jones későbbi nyilatkozata szerint akkoriban ő és Cook is lopott hangszereken játszott. A Strand (amit The Swankers néven is említenek) korai felállásaiban benne volt még Jim Mackin (orgona) és Stephen Hayes, majd rövid ideig Del Noones (basszusgitár). Az együttes tagjai sok időt töltöttek Don Letts „Acme Attractions”, valamint Malcolm McLaren és Vivienne Westwood „Too Fast to Live, Too Young to Die” ruhaboltjaiban. McLaren és Westwood üzlete 1971-ben nyitott ki „Let It Rock” néven, ekkor az ’50-es évek stílusát idéző ruhákat árusítottak. Az üzletet 1972-ben átnevezték, és ettől kezdve más stílusra, a rockra összpontosítottak. A bolt a divatellenességre specializálódott, olyan szöveteket, hasított pólókat, „brothel creeper”-eket árusítottak, amelyeket a punkmozgalom népszerűsített. Ahogy Rotten megfigyelte: „Malcolm és Vivienne zugprókátor páros volt. Bármilyen trendnek képesek voltak árulni.” Az üzlet a punk rock színtér egyik gyújtópontja lett, a mozgalom több kiemelkedő tagja is feltűnt itt: Jordan és Soo Catwoman ugyanúgy, mint Captain Sensible, John Ritchie (később Sid Vicious), Jah Wobble, Gene October, Tony James és Marco Piorri. Jordan, az elárusító nagyban hozzájárult a punk öltözködés kialakulásához.
1974 elején Jones meggyőzte McLarent, hogy támogassa a Strandet. McLaren gyakorlatilag az együttes menedzsere lett, ő fizette első próbatermüket. Glen Matlock, aki alkalmanként a „Too Fast to Live, Too Young to Die”-ban dolgozott, az együttes basszusgitárosa lett. Novemberben McLaren rövid időre New Yorkba költözött, de előtte Westwooddal új irányt szabtak az üzletnek. A boltot átnevezték „SEX”-nek, a retró stílusú ruhákról az S&M által inspirált „divatellenességre” váltottak. Miután néhány hónapig nem hivatalosan menedzselte és reklámozta a New York Dollst, McLaren 1975 májusában visszatért Londonba. Nagy hatással volt rá a Lower Manhattanben feltörekvő punkmozgalom, elsősorban Richard Hell radikális megjelenése. Ennek következtében kezdett jobban érdeklődni a Strand iránt.
Az együttes rendszeresen próbált McLaren barátja, Bernard Rhodes felügyelete alatt, és hamarosan megtartották első fellépésüket is. Nem sokkal McLaren visszatérése után Nightingale-t kirúgták az együttesből, a gitáros szerepét Jones vette át, aki nem érezte jól magát frontemberként. Phil Strongman újságíró szerint, aki akkoriban McLaren egyik alkalmazottja volt, az együttes ekkor vette fel a „QT Jones and the Sex Pistols” nevet. McLaren megpróbálta meggyőzni a New York Dolls tagját, Sylvain Sylvaint, hogy költözzön Angliába és vegye át a frontember szerepét. Miután nem járt sikerrel, a környéken kezdtek énekes után kutatni. Ahogy Matlock elmondta: „Akkoriban mindenkinek hosszú haja volt, még a tejesembernek is. Annyit csináltunk, hogyha találkoztunk egy rövid hajúval, megállítottuk az utcán és megkérdeztük, nem akar-e énekes lenni.” Köztük volt Midge Ure, aki akkor a Silk tagja volt. Kevin Rowlandet is meghallgatták (három évvel később ő alapította meg a Dexys Midnight Runnerst), de egyedül Matlockot győzte meg. A keresés eredménytelen volt, McLaren ezután megpróbálta meggyőzni Richard Hellt, de nem járt sikerrel.

### John Lydon csatlakozik az együtteshez
1975 augusztusában Rhodes felfigyelt az akkor tizenkilenc éves John Lydonra, aki egy Pink Floyd-pólót viselt; az együttes neve fölé az I Hate (Gyűlölöm a Pink Floydot) szavakkal, és az együttes tagjainak szemeit kiszúrta. Rhodes vagy McLaren még aznap megkérte Lydont, hogy jöjjön el egy közeli kocsmába, és találkozzon Jonesszal és Cookkal. Jones így írta le a találkozást: „Zöld hajjal lépett be. Érdekesnek találtam az arcát. Elégedett volt a külsejével. Egy olyan 'Gyűlölöm a Pink Floydot' póló volt rajta, amit biztosítótűk tartottak össze. Johnban volt valami különleges, de amikor megszólalt, akkor kiderült, hogy egy seggfej. Tényleg az volt, de okos. Egy okos seggfej”. Amikor a kocsma bezárt, átmentek a SEXbe, ahol Lydont, aki keveset tudott az éneklésről, arra kérték, hogy improvizáljon Alice Cooper I'm Eighteenjére. Bár a produkción az együttes tagjai csak nevettek, McLaren meggyőzte őket, hogy próbáljanak Lydonnal.
Lydon így írta le a környezetet, ahonnan az együttes jött: „A korai 70-es évek Britanniája nagyon lehangoló hely volt. Teljesen lepukkadt; szemét az utcákon, teljes munkanélküliség – mintha mindenki sztrájkolt volna. Mindenkit egy olyan oktatási rendszer nevelt fel, ami azt mondta, hogy ha rossz oldalra kerülsz, nincs esélyed karrierre vagy előrelépésre. Abból a semmiből jött a Sex Pistols és aztán egy csomó utánozó köcsög”.
Nick Kent – a New Musical Express újságírója – alkalmanként együtt játszott a zenekarral, de Lydon beszervezése után távozott. Lydon ezt így írja le: „Amikor megjelentem, csak ránéztem, és rögtön így szóltam: 'Nem. Rá itt semmi szükség.' Azóta se írt rólam egyetlen jó szót sem.” Szeptemberben McLaren ismét segített egy privát próbaterem bérlésében, az együttes akkoriban kocsmákban gyakorolt. Cook, akinek teljes munkaidős állása volt, amitől nem szívesen vált volna meg, a kilépésről gondolkodott. Matlock későbbi elmondása szerint Cook azt állította, hogy Jones nem elég jó egyedüli gitárosnak. Ekkor feladtak egy hirdetést a Melody Makerben: „Zseni gyerekgitáros. Nem több mint húsz. Nem rondább Johnny Thunders-nél.” (utalás a New York-i punk szcéna egyik vezető személyiségére). A meghallgatottak nagy része nyilvánvalóan alkalmatlan volt, de McLaren szerint ez a folyamat szolidárisabbá tette a négy tagot. Az egyetlen tehetséges gitárost, Steve New-t felvették. Jones azonban gyorsan tanult, de az együttes fejlődő hangzása nem engedte meg a New által képviselt technikás játékot. Egy hónap után kilépett.
Lydont Jones Johnny Rottenné keresztelte, valószínűleg rossz dentális higiéniája miatt. Az együttes megállapodott a néven is. Több lehetőség mérlegelése után (Le Bomb, Subterraneans, the Damned, Beyond, Teenage Novel, Kid Gladlove, Crème de la Crème) a Sex Pistols nevet választották, ami akkori nem hivatalos nevük lerövidítése volt. Az együttes saját anyagot kezdett írni: Rotten volt a szövegíró, Matlock az elsődleges dalszerző (habár első közreműködésük, a Pretty Vacant szövegét Matlock írta, Rotten csak belejavított); a szerzői jogokon mind a négyen osztoztak.
Az új négyes első fellépését Matlock szervezte, aki a Saint Martins College-on tanult. Az együttes 1975. november 6-án játszott az iskolában a Bazooka Joe nevű pub rock együttes előzenekaraként. A Sex Pistols néhány feldolgozást játszott, köztük a Who Substitute, a Small Faces Whatcha Gonna Do About It és az (I'm Not Your) Steppin’ Stone dalokat. A jelenlévők szerint játékuk zeneileg kifogástalan volt, csak túl hangosak voltak. Mielőtt eljátszhatták volna saját dalaikat, a Bazooka Joe kihúzta az erősítőket, mert úgy gondolták, hogy a felszerelésük tönkremegy. Ezt követően egy kisebb csetepaté alakult ki a két együttes tagjai között.

### A folytatás
A Saint Martin-i fellépést több koncert követte, elsősorban főiskolákon és művészeti iskolákon, London környékén. A Sex Pistols rajongóinak magja ekkor kapta meg a Bromley Contingent nevet, mivel tagjainak egy része a Bromley városrészből származott. A csoport tagjai közül később többen saját együttest alapítottak: Siouxsie Sioux, Steven Severin és Billy Idol. Az ő öltözködésüket aztán az együttes friss rajongói is átvették. McLaren és Westwood észrevették, hogy a épp kibontakozó londoni punkmozgalom több csupán öltözködési stílusnál. Mindkettejüket magával ragadták az 1968 májusi párizsi diáklázadások, elsősorban a szituacionisták ideológiájára és Buenaventura Durruti anarchista felfogására figyeltek fel. Érdeklődésüket osztotta Jamie Reid is, aki McLaren régi barátja volt és 1976 nyarától a Sex Pistols reklámanyagát készítette. (Az újságcikkekből kivágott betűkből álló logó és több későbbi design atyja McLaren másik barátja, Helen Wellington-Lloyd.) „Johnnal [Lydon] sokat beszéltünk a szituacionistákról” – mondta Reid. „A Sex Pistols tűnt a lehető legjobb módnak az eszmék terjesztésére.” McLaren megszervezte az együttes első fotózását. Ahogy Jon Savage zenetörténész leírja: „Zöld hajával, görbe testtartásával és rongyos megjelenésével [Lydon] valahol félúton volt a Uriah Heep és Richard Hell között”.
Az első Sex Pistols-koncertre, ami szélesebb közönséget vonzott, 1976. február 12-én került sor. Az együttes az Eddie and the Hot Rods vezető pub rock együttes előtt játszott a Marquee-ban. Rotten „ezúttal tényleg az előadásmód határait feszegette: lement a színpadról, beült a közönség közé, keresztüldobta Jordant a táncparketten, a székeket össze-vissza dobálta, majd tönkretette az Eddie and the Hot Rods egyik erősítőjét.” Az együttes első ismertetője az NME-ben jelent meg, egy rövid interjúval, amelyben Steve Jones elmondta: „Valójában minket nem a zene érdekel, hanem a káosz.” A cikket a boltoni egyetem két tanulója, Howard Devoto és Pete Shelley is olvasta, akik Londonban megkeresték a Sex Pistolst. Először McLarennel beszélgettek a SEX-ben, majd elmentek az együttes néhány februári koncertjére. A két barát azonnal elkezdte szervezni a saját Pistolshoz hasonló együttesét, a Buzzcocks-ot. Devoto később elmondta: „Amint megláttam a Sex Pistolst, megváltozott az életem.”
A Pistols ezután több fontos helyen is fellépett. Az Oxford Street-i 100 Clubban először március 30-án játszottak. Április 3-án a Nashville-ben debütáltak a The 101ers felvezető zenekaraként. A pub rock együttes énekese, Joe Strummer, akkor éjjel látta először a Pistolst, és felismerte, hogy a punk rocké a jövő. Április 23-án újra a Nashville-ben játszottak, és fejlődő zenei tudásukról tettek tanúbizonyságot. Westwood verekedni kezdett egy nézővel, a verekedésbe McLaren és Rotten is hamar bekapcsolódott. A Pistolst hamarosan kitiltották a Nashville-ből és a Marquee-ból is.
Április 23-án megjelent a Ramones debütáló lemeze. Habár a punkrock terjeszkedésének fontos eleme volt, Lydon többször tagadta, hogy az album hatással lett volna a Sex Pistolsra: „A srácok [a Ramonesben] hosszú hajúak voltak, és nem keltették fel az érdeklődésemet. Nem tetszett az imidzsük, se az, amit képviseltek; nem tetszett rajtuk semmi”; „Vidámak voltak, de csak addig juthatsz el a 'tam-bum-bum-tam'-mal. Hallottam őket. A következő. Lépjünk tovább.” Május 11-én a Pistols megkezdte négyhetes kedd esti előadás-sorozatát a 100 Clubban. A hónap többi napjain Anglia északi részén játszottak kisvárosokban, valamint demókat rögzítettek Londonban Chris Spedding producerrel. A következő hónapban megtartották első manchesteri koncertjüket, Devoto és Shelley szervezésében. A Sex Pistols június 4-ei koncertje a Lesser Free Trade Hallban egy punkrock-boomhoz vezetett a városban.
Július 4-én és 6-án két újdonsült londoni punkrock együttes, a Clash és a Damned lépett fel a Sex Pistols előtt. A két fellépés közötti napon a Pistols elment a Ramones koncertjére, akárcsak a londoni punk-szcéna legnagyobb része (ezt Lydon később hevesen tagadta). Július 20-án, Manchesterben a Pistols egy új dalt mutatott be, az Anarchy in the U.K.-t. A dalban feltűntek Rotten radikális ideológiájának elemei. Jon Savage szerint „alig kétséges, hogy Lydont Vivienne Westwood és Jamie Reid látta el anyaggal, amit aztán Lydon beépített a saját dalszövegébe.” Az Anarchy in the U.K. egyike volt annak a hét eredeti felvételnek, amit abban a hónapban rögzítettek az együttes hangmérnöke, Dave Goodman irányítása alatt. McLaren egy jelentős eseményt szervezett augusztus 29-re, amikor a Buzzcocks és a Clash játszott a Sex Pistols előtt az islingtoni Screen on the Greenben. Három nappal később az együttes Manchesterbe ment, hogy felvegyék első televíziós szereplésüket Tony Wilson So It Goes műsorában. Bár eredetileg csak egy dalt, az Anarchy in the U.K.-t játszhatták volna, az együttes két további dalt is előadott, mire pánik tört ki az irányítóteremben.
A Sex Pistols első Britannián kívüli fellépésére szeptember 3-án került sor a párizsi Chalet du Lac diszkóban. Az együttest elkísérte a Bromley Contingent, és Siouxsie Sioux horogkeresztes karszalagja nagy felháborodást keltett. Másnap adásba került a So It Goes; az Anarchy in the U.K.-t Rotten „Kelj fel a seggedről!” kiáltása vezette fel. Szeptember 13-án a Sex Pistols brit turnéra indult. Egy héttel később ők voltak a 100 Club Punk Special első éjszakájának fő előadói. A McLaren szervezte koncertsorozat (a „fesztivál” szót túl hippisnek találta) volt „az elkövetkező évek katalizátora”. Az általános felfogással szemben, miszerint a punkegyüttesek nem tudtak játszani, a kortárs zenei ismertetők, a koncertfelvételek kritikái és a zenésztársak elmondásai azt bizonyítják, hogy a Pistols kiváló zenekarrá vált. Rotten több vokalizációs technikát alkalmazott, a hangszereken játszók pedig „túlterheléssel, feedbackkel és torzítással kísérleteztek… maximálisan kihasználták a felszerelésüket.”

### Az EMI és a Grundy-botrány
1976. október 8-án az EMI kiadó kétéves szerződést írt alá a Sex Pistolsszal, és az együttes nem sokkal később stúdióba vonult Dave Goodmannel. Matlock így emlékszik erre: „Az alapötlet az volt, hogy visszaadjuk a koncertek hangulatát. Nyomás alatt voltunk, hogy gyorsítsunk.” Chris Thomast, a Roxy Music producerét és a Pink Floyd The Dark Side of the Moon albumának keverőjét kérték fel producernek. Az együttes első kislemeze, az Anarchy in the U.K. 1976. november 26-án jelent meg. John Robb így írta le a kiadvány hatását: „Steve Jones halkuló akkordjainak kezdő sortüzétől Johnny Rotten fantasztikus, gúnyos énekéig, a dal tökéletes kinyilatkoztatás,… a punk politikájának elképesztően erőteljes darabja,… egy életstílus választása, egy kiáltvány, ami egy új kort jövendöl”. Colin Newman, aki éppen akkor alapította meg a Wire-t, a „generáció harsogó kiáltásának” nevezte.
Az Anarchy in the U.K. nem az első brit punk kislemez volt, megelőzte The Damned New Rose-a. A rock 'n' roll tradícióival összeillő dalokkal ellentétben az Anarchy in the U.K. egyfajta politikai hozzáállást adott a punknak – a Pistols hozzáállása egyszerre volt sértődött, eufórikus és nihilista. A kislemez csomagolása és reklámozása is újdonság volt. Reid és McLaren azzal az ötlettel állt elő, hogy a kiadványt tökéletesen szövegmentes fekete borítóban forgalmazzák. A kislemez kapcsán felmerülő kép Reid „anarchikus zászlaja”: az Egyesült Királyság széttépett zászlaja, amit biztostűk tartanak össze. Az együttes neve és a dal címe a zászló közepén tátongó lyuk körül kapott helyet. Ez és más Reid által készített képek a punk szimbólumai lettek.
A Sex Pistols viselkedése és zenéje egyaránt hírnevet szerzett az együttesnek. 1976. december 1-jén az együttes és a Bromley Contingent tagjai egy élő esti műsorban káromkodásukkal vonták magukra a figyelmet. A műsorban eredetileg a Queen szerepelt volna, helyettük ugrott be a Sex Pistols. Az együttest és kísérő csapatát italokkal kínálták, amíg várakoztak. Az interjú során Jones a „kibaszott”, Rotten pedig a „szar” szavakat használta. Bill Grundy műsorvezető, aki az állítások szerint ittas volt, szócsatába került Siouxsie Sioux-szal. A nő azt mondta, hogy „mindig is találkozni szeretett volna vele”. Erre Grundy így válaszolt: „Tényleg? Találkozhatnánk a felvétel után?” Ez a következő szóváltást eredményezte Jones és a műsorvezető között:
Jones: Te mocskos idióta! Te mocskos vénember!
Grundy: Folytasd csak, főnök, folytasd, gyerünk! Van még öt másodperced. Mondj valami gyalázatosat!
Jones: Te mocskos rohadék!
Grundy: Beszélj csak!
Jones: Te mocskos kibaszott!
Grundy: Milyen okos fiú!
Jones: Milyen kibaszott rohadék!
Habár a műsor csak a londoni régióban került adásba, a szócsata napokig foglalkoztatta a lapokat. A Daily Mirror a címlapon hozta az esetet „The Filth and the Fury!” (A mocsok és a düh!) címmel, de a Daily Express („Fury at Filthy TV Chat” – Düh a trágár tv-beszélgetésen) és a Daily Telegraph („4-Letter Words Rock TV” – Négybetűs szavak a tv-ben) is foglalkozott a témával. A Thames Television felfüggesztette Grundy szerződését, és bár később visszakerült a tv-hez, az interjú véget vetett a karrierjének.
Az interjú minden háztartásban ismertté tette az együttest, a punk pedig a figyelem középpontjába került. A Pistols elindult az Anarchy Tourra az Egyesült Királyságban; felvezető-zenekaraik a Clash és a Heartbreakers voltak. A média intenzíven foglalkozott a turnéval, a szervezők vagy a hatóságok sok koncertet töröltek, a húsz lekötött koncertből csak hetet tartottak meg. A wales-i sajtó kampányának köszönhetően az együttes caerphilly-i fellépése alatt kisebb tömeg tüntetett az együttes ellen. Az EMI gyárának csomagolói nem voltak hajlandóak becsomagolni az együttes kislemezét. London tanácsosa, Bernard Brook Partridge kijelentette: „A legtöbb ilyen együttest a hirtelen halál javítja meg. A jelenlegi legrosszabb punkrock-együttes azt hiszem, a Sex Pistols. Hihetetlenül émelyítőek. Ők az emberiség antitézise. Szeretném látni, hogy valaki egy nagy, nagyon nagy, rendkívül mély gödröt ás, és az egész bandát beledobja.”
A turné december végén véget ért, ezután 1977 januárjában három koncertet adtak Hollandiában. Az együttes másnaposan szállt fel a repülőre január 4-én. Néhány órával később az Evening News így tudósított erről: az együttes „végighányta és -köpte az utat” a gépig. Az EMI képviselőjének tiltakozása ellenére, aki elkísérte az együttest, a politikai nyomás alatt álló kiadó szerződést bontott az együttessel. Amíg McLaren más kiadók ajánlataira válaszolt, az együttes stúdióba vonult Goodmannal. Ez volt az utolsó felvételük vele és Matlockkal.

### Sid Vicious csatlakozik az együtteshez
1977 februárjában kiszivárgott, hogy Matlock kilépett a Sex Pistolsból. Február 28-án McLaren táviratot küldött az NME-nek, melyben megerősítette a kiválást. Állítása szerint Matlock „kirúgva,… túl sokáig beszélt Paul McCartney-ról,… a Beatles túl sok volt.” Egy néhány hónappal később készült interjúban Steve Jones megismételte, hogy Matlockot azért rúgták ki, mert „szerette a Beatlest”. Évekkel később Jones bővebben beszélt az együttes és Matlock közti viszonyról: „Jó író volt, de nem úgy nézett ki, mint egy Sex Pistol, és mindig lábat mosott. A mamája nem szerette a dalainkat.” Matlock azt állította az NME-nek, hogy önszántából hagyta ott az együttest, „közös megegyezés alapján”. Később önéletrajzában a fő okot a Rottennel egyre inkább romló kapcsolatában látta, amit Rotten egójának növekedése okozott, „miután benne volt az újságban”. Lydon szerint a tervbe vett második kislemez, a God Save the Queen volt az utolsó löket: „[Matlock] nem bírta az ilyen szövegeket. Azt mondta, ezzel fasiszták lettünk.” Az énekes nem értette, hogyan függ össze a monarchiaellenesség és a fasizmus, azt mondta „Nem bántam meg, hogy megváltunk tőle.” Jon Savage szerint Rotten szorította ki Matlockot, hogy így demonstrálja erejét és függetlenségét McLarennel szemben. Matlock szinte azonnal megalapította saját együttesét, a Rich Kidst.
Matlock helyére Rotten barátja, a Sex Pistols önjelölt „igazi rajongója”, Sid Vicious került. John Simon Ritchie-ként látta meg a napvilágot, később John Beverley-ként volt ismert. Vicious korábban két zártkörű punkegyüttes dobosa volt. Őt tartják a pogo tánc megalkotójának. John Robb állítása szerint a Sex Pistols első rezidenskoncertjén történt, 1976. május 11-én; Matlock meg volt győződve róla, hogy a 100 Club Punk Special második estéjén pogózott először; akkor, amikor a Pistols Walesben játszott. Matlock szerint Rotten azért akarta Vicioust az együttesbe, mert így „ő Steve és Paul ellen helyett lett volna, ő és Sid Steve és Paul ellen. Mindig is ellentétes táborokban gondolkodott.” Julien Temple, akit McLaren azzal bízott meg, hogy egy átfogó audiovizuális felvételt készítsen az együttesről, így látta: „Sid volt John pártfogoltja az együttesben. A többiek egyszerűen bolondnak tartották.” McLaren később azt állította, hogy Vivienne Westwood még korábban szólt neki, hogy „az a John legyen az énekes, aki néha bejön a boltba”. Amikor Johnny Rotten került az együttesbe, Westwood azt mondta, McLaren rosszul fogta fel: „A rossz Johnt választottad.” Ő John Beverley-t, a későbbi Vicioust ajánlotta. McLaren jóváhagyta Vicious megkésett felvételét. Viciousnek ekkor semmi tapasztalata nem volt az új hangszerével, egyedül a reputációja miatt kerülhetett be az együttesbe.
Vicious emlékezetes incidensbe keveredett bele a 100 Club Punk Special második estéjén. Letartóztatták, mivel egy üveget dobott a Damnedre. Az üveg összetört, és egy lányt megvakított az egyik szemére. Vicious vizsgálati fogságba került, és sokat tett azért, hogy minden punkegyüttest kitiltsanak a 100 Clubból. Egy korábbi 100 Club-koncerten egy biciklilánccal támadt rá Nick Kentre. McLaren NME-nek küldött táviratában is az áll, hogy Vicious „legjobb megbízólevele az volt, hogy azt adta Nick Kentnek, amit már hónapokkal korábban megérdemelt.” McLaren egy későbbi írása szerint „amikor Sid belépett az együttesbe, nem tudott gitározni, de az őrültsége belefért a zenekar szerkezetébe. Ő volt a csillogó páncélba bújt lovag, jó nagy ököllel.” „Abban mindenki egyetértett, hogy jó a fazonja” – emlékezett vissza Lydon. De a zenei képesség már más kérdés volt. „Az első próbák… 1977 márciusában, Siddel pokoliak voltak,… Sid keményen dolgozott, sokat próbált.” Marco Pirroni, aki a Siouxsie and the Banshees-ben játszott együtt Viciousszel, azt mondta: „Attól kezdve az egésznek semmi köze nem volt a zenéhez. Az egész a szenzációról és a botrányokról szólt. Akkor lett az egészből Malcolm McLaren sztorija.”
A Sex Pistols-ban betöltött tagság rossz hatással volt Viciousre. Ahogy Lydon megfigyelte, „Sid egészen addig totálisan gyerekes volt. Mindent viccnek, szórakozásnak tartott, de aztán hirtelen popsztárrá változott. A popsztár-státus sajtónyilvánosságot jelent; a popsztárok lehetőséget kapnak rá, hogy bejussanak a legmenőbb helyekre, ahol csodálják őket. Sid számára ennyit jelentett az egész.” Westwood már akkor irányította Sidet, rengeteg információval látta el, köztük egy Charles Mansonról szóló könyvvel, ami valószínűleg a legrosszabb ösztöneit hozta elő. 1977 elején New Yorkban találkozott Nancy Spungennel, egy érzelmileg zavart drogfüggővel, aki néha prostituáltként szerzett magának pénzt. A legtöbben úgy gondolják, hogy Spungen ismertette meg Siddel a heroint, és kettejük kölcsönös érzelmi függése idegenítette el Vicioust az együttes többi tagjától. Lydon később ezt írta: „Mindent elkövettünk, hogy megszabaduljunk Nancytől. (…) Szép lassan kinyírta Sidet. Meggyőződésem volt, hogy a csaj lassú öngyilkosságot hajt végre. (…) Csakhogy Nancy nem akart egyedül menni. Magával akarta vinni Sidet. (…) Szemét volt, gonosz volt.”

### God Save the Queen
1977. március 10-én, a Buckingham-palota előtt tartott sajtótájékoztatón a Sex Pistols a nyilvánosság előtt írt alá egy szerződést az A&M Recordsszal (a valódi aláírás az előző nap történt). Ezután – részegen – az A&M irodájába mentek. Vicious összetört egy WC-kagylót és megvágta a lábát (nem tudni biztosan, melyik történt hamarabb). Miközben Vicious vérnyomokat hagyott az irodákban, Rotten szidta a személyzetet, Jones pedig a női mosdóban szórakozott. Néhány nappal később egy klubban verekedésbe keveredtek egy másik együttessel: Rotten egyik barátja az A&M angliai igazgatójának jóbarátját fenyegette. Március 16-án az A&M felbontotta a szerződést a Pistolsszal. A Chris Thomas producer irányítása alatt rögzített God Save the Queen kislemez huszonötezer példánya ekkorra már elkészült; gyakorlatilag mindet elpusztították.
Vicious március 28-án debütált az együttessel a londoni Notre Dame Hallban. Májusban az együttes a Virgin Records-hoz szerződött, fél éven belül ez volt a harmadik kiadójuk. A Virgin kész volt a God Save the Queen kiadására, de új akadályokba ütköztek. A kiadó gyárának munkásai sztrájkolni kezdtek a dal tartalma miatt. Jamie Reid borítója, amely II. Erzsébet brit királynőt ábrázolta, szemén és száján az együttes és a kislemez nevével, sértette a munkásokat. Hosszú tárgyalások után a gyártás folytatódott, és a kislemez végül május 27-én megjelent.
A durva szövegek – „Isten áldd meg a királynőt/Ő nem emberi teremtés/És nincs jövő/Anglia álmaiban” – széles körű felháborodást váltottak ki. Néhány üzletlánc nem volt hajlandó árusítani a kislemezt. Nemcsak a BBC tette tiltólistára, hanem a többi független rádióadó is, ezzel a dal „a brit történelem legjobban tiltott kiadványa” lett. Rotten azzal dicsekedett, hogy „Mi vagyunk az egyetlen őszinte banda, ami az elmúlt kétezer millió évben ezen a bolygón volt.” Jones mindenre, ami dalban szerepelt, megvonta a vállát: „Nem értem, hogy nevezhet minket valaki politikai zenekarnak. Még a miniszterelnök nevét sem tudom.” A dalt és hatását a nyilvánosságra ma a „punk hírnevének megkoronázásaként” tartják számon.
Véletlenül éppen a kislemez megjelenésekor tetőztek az Erzsébet királynő megkoronázásának 25. évfordulója alkalmából tartott ünnepségek. Az évforduló hétvégéjéig, másfél héttel a megjelenés után, több, mint 150 000 példányt adtak el a kislemezből. Június 7-re McLaren és a kiadó egy hajót bérelt, hogy a Sex Pistols fellépjen rajta, miközben végighajóznak a Temzén. Az esemény, amely a királynő két nappal későbbre tervezett folyón történő felvonulásának kigúnyolása volt, káoszba torkollott. A rendőrség kikötésre kényszerítette a hajót, és körbezárta a hajóállomást. Míg az együttes és a felszerelésük egy oldalsó lépcsőn távozott, McLarent, Westwoodot és az együttes rajongóinak nagy részét letartóztatták.
Ahogy közeledett a hivatalos kislemezlista megjelenésének napja az ünnepségek hetére, a Daily Mirror a God Save the Queent jósolta meg number one-nak. Végül a második lett, Rod Stewart négyhetes kislemeze után. Sokan gondolták úgy, hogy valójában a Sex Pistols kislemeze volt az első, de a listát felülbírálták, hogy elkerüljék a látványos sikert. McLaren később azt állította, hogy a CBS Records szerint, amely mindkét kislemezt forgalmazta, a Sex Pistols kislemez kettő az egyhez arányban kelt el Stewart kislemezéhez képest. Bizonyíték van rá, hogy a Brit Lemezkiadók Szövetsége rendkívüli határozatot adott ki arra hétre, ami szerint figyelmen kívül kell hagyni a Virgin által üzemeltetett boltok eladási adatait.
Egyre több punkrajongót vertek meg. Június közepén magát Rottent is megtámadta egy késsel felfegyverzett csoport az islingtoni Pegasus kocsma előtt. Az énekes bal karja megsérült. Jamie Reid és Paul Cook más incidensek során sérültek meg; három nappal a Pegasus melletti támadás után Rottent ismét megtámadták. A skandináviai turnét, amelynek a hónap végén kellett volna kezdődnie, július közepére halasztották. A turné során egy svéd riporter szóvá tette Jonesnak, hogy „sokan” McLaren „kreálmányának” tartják az együttest. Jones így válaszolt: „Ő a menedzserünk, ennyi az egész. Semmi köze a zenénkhez vagy a megjelenésünkhöz… csak egy jó menedzser.” Egy másik interjúban Rotten az együttest körülvevő felhajtás iránt érzett zavarának adott hangot: „Nem értem. Csak annyit akarunk, hogy mindent elpusztítsunk.” Augusztus végén sor került a SPOTS-ra – Sex Pistols On Tour Secretly (Titkos Turnén a Sex Pistols) –, egy brit turnéra, ahol az együttes álneveken játszott, hogy megelőzzék a koncertek törlését.
McLaren már egy ideje filmet akart a Sex Pistolsról. Julien Temple első komoly feladata volt elkészíteni a Sex Pistols Number 1-t, egy huszonöt perces videót, amely főleg tv-ből gyűjtött felvételekből állt. A Number 1-t több koncert előtt levetítették. A temzei incidens felvételeiből Temple még egy propagandavideót készített, a Jubilee Riverboat-ot (Sex Pistols Number 2). 1977 nyarán McLaren a Who Killed Bambi? című filmről tárgyalt. A film készítése egy forgatási nap után leállt, mivel nyilvánvaló lett, hogy McLaren képtelen volt megoldani a felvételek finanszírozását.

### Never Mind the Bollocks
1977 tavaszától a három régi Sex Pistols tag rendszeresen stúdióba vonult Chris Thomasszal, hogy felvegyék első albumukat. Az album címe eredetileg God Save Sex Pistols lett volna, a nyár alatt terjedt el a Never Mind the Bollocks cím. James szerint „Sid el akart jönni, hogy játsszon az albumon, de mi mindent elkövettünk, hogy ne is jöjjön a stúdió közelébe. Szerencsére akkoriban hepatitisze volt.” Cook később elmondta, hogy a dalok nagy része dobra és gitárra épült, a szokásos dob és basszusgitár helyett.
Vicious inkompetenciája miatt Matlockot kérték fel, hogy játsszon stúdiózenészként. Önéletrajzában Matlock elismerte, hogy „besegített”, de elmondása szerint felhagyott ezzel, miután február 28-án McLaren azt nyilatkozta, hogy a Beatles iránti szeretete miatt rúgták ki. Valójában Matlock még március 3-án is játszott a zenekarral. Lydon önéletrajzában azt írja, Matlock munkája kiterjedt volt – sokkal nagyobb, mint azt a legtöbb forrás állítja: „Azt hiszem, én inkább meghalnék, de nem mennék bele semmi ilyesmibe.” David Howard zenetörténész azt állítja, hogy Matlock a Never Mind the Bollocks egyetlen stúdiófelvételén sem működött közre. Jones volt az, aki a felvételek nagy részén basszusgitározott; Howard szerint a kezdetleges, dübörgő megközelítés a Sex Pistols hangzásának „hiányzó robbanásveszélyes alkotóeleme”. Vicious játéka az állítások szerint egyedül a Bodies dalon hallható. Jones erre így emlékszik: „Eljátszotta azt a szaros, ócska basszus szólamot, mi meg hagytuk, hadd csinálja. Amikor elment, egy másik verziót kevertünk be, az övét egészen halkra vettük. Azt hiszem, alig hallható a lemezen, amit csinált.” A God Save the Queent követően két további kislemez jelent meg ezekből a felvételekből: a Pretty Vacant (főleg Matlock szerzeménye) július 1-jén, és a Holidays in the Sun október 14-én. Mindkettő Top 10-es sláger volt.
A Never Mind the Bollocks, Here’s the Sex Pistols (amelyen szerepel az Anarchy in the U.K. és egy korábbi felvétel, a No Feelings) 1977. október 28-án jelent meg. A Rolling Stone dicsérte a lemezt, mint „a hetvenes évek legizgalmasabb rock and roll lemezét”. Néhány kritikus csalódott volt, mivel az albumon mind a négy korábbi kislemez szerepelt. Egyesek úgy jellemezték, hogy „egy kicsit több, mint legnagyobb slágerek válogatása”. A Bodies – amelyben Rotten hatszor ejti ki a „baszás” szót – és a korábban cenzúrázott God Save the Queen szerepeltetése, valamint az album címében szereplő „bollocks” szó miatt (gyakori szleng kifejezés a herékre) az albumot a Boots, W. H. Smith és Woolworth’s üzletláncok letiltották. A konzervatív oktatásügyi miniszter „a társadalmi hanyatlás tüneteként” jellemezte, a televízió- és rádiótársaságok sem voltak hajlandóak reklámozni a lemezt. Mindezek ellenére az előrendelések elegendőek voltak arra, hogy a lemez az albumlisták élére kerüljön.
Az album címe miatt egy per is indult, ami elég nagy figyelmet kapott. A Virgin Records nottinghami boltjában a kirakatba tették a lemezt, mire büntetőeljárással fenyegették őket „illetlen nyomtatott anyag” megjelenítése miatt. Az ügy akkor ért véget, amikor egy szakértő elmagyarázta, hogy a bollocks egy óangol kifejezés a kis labdákra, és több helységnévben is szerepel. A szó a 19. században a lelkészek gúnyneve volt. Az album címében a kifejezés elsősorban „nonszenszt” jelent. A cím ötlete Steve Jonestól származik. Amikor az együttes arról vitatkozott, hogy mi legyen a lemez címe, Jones kifakadt: „Ó, bazmeg, ne foglalkozzatok a seggfejekkel!” („never mind the bollocks”).
Néhány hollandiai fellépés után – ami egy tervezett nemzetközi turné kezdete lett volna – az együttes a brit Never Mind the Bans turnéra indult 1977 decemberében. A nyolc tervezett fellépésből négyet töröltek betegség vagy politikai nyomás hatására. Karácsony napján a Sex Pistols két koncertet adott Huddersfieldben. A szokásos esti koncert előtt az együttes egy jótékonysági matinét tartott „a küzdő tűzoltók, elbocsátott munkások és egyszülős családok” gyermekeinek. Ezek voltak az együttes utolsó fellépései Nagy-Britanniában.

### Amerikai turné és az együttes vége
1978 januárjában a Sex Pistols elindult amerikai turnéjára. Eredetileg Újév előtt néhány nappal kezdtek volna, de az amerikai hatóságok nem akartak vízumot adni a büntetett előéletű zenészeknek. Ezért néhány fellépést törölni kellett. Bár a média és a rajongók nagyon várták, a turnét beárnyékolták a verekedések, a rossz szervezés és a harcias közönség. McLaren később elismerte, hogy szándékosan bérelt fel embereket ellenséges hangulat keltésére. Két hét alatt Vicious, aki ekkor már heroinfüggő volt, felnőtt művészi nevéhez. „Végre olyan közönséget kapott, amely döbbenten, elborzadva reagált a dolgaira” – írja később Lydon – „Sidet könnyű volt az orránál fogva vezetni.”
A turné elején Vicious kiment memphisi szállásukról, hogy drogot keressen. A kórházban találtak rá, egy borotvával a mellkasába karcolt „Gimme a fix” (Adjatok egy löketet) szavakkal. Egy San Antonio-i koncerten Vicious „egy rakás buzinak” nevezte a közönséget, majd basszusgitárjával fejbeverte az egyik nézőt. Baton Rouge-ban a színpadon orális szexet játszott meg egy lánnyal, később elmondta: „az ilyen lányokat szeretem.” A heroinelvonás tüneteitől szenvedve a dallasi koncerten vért hányt egy nőre, aki felmászott a színpadra és arcon ütötte. Később az este folyamán kórházba szállították, hogy ellássák a sérüléseit. A színpad mögött állítólag megrúgott egy fényképésznőt, megtámadott egy biztonsági őrt és verekedésre hívta az egyik testőrét. A testőr megverte, mire Sid állítólag azt mondta: „Kedvellek. Most már barátok lehetünk.”
Rotten, aki közben influenzával küzdött és vért köpött, úgy érezte, eltávolodott Cooktól és Jonestól, Vicioustől pedig undorodott. 1978. január 14-én a turné utolsó állomásán a San Franciscó-i Winterland Ballroomban Rotten így konferálta fel a ráadást: „Kaptok egy dalt, de csak azért, mert egy lusta rohadék vagyok.” Az az egy dal a Stooges No Fun című dalának a feldolgozása volt. Rotten a dal végén, a színpadon térdepelve egy félreérthetetlen nyilatkozatot tett: „Ez nem buli. Nem buli. Ez nem buli – egyáltalán nem az. Nem buli.” Ahogy az utolsó hang is elhalt, Rotten a közönséghez szólt: „Ah-ha-ha. Voltatok már átverve az életben? Jó éjt!”, majd ledobta a mikrofonját és lement a színpadról. Később elmondta: „Úgy éreztem, átvertek, és nem akartam folytatni; nevetséges komédia volt az egész. Sid teljesen kifordult magából, hasznavehetetlen volt. Akkor már az egész egy rossz viccnek tűnt. (…) [Malcolm] nem beszélt velem (…) Semmit sem akart megtárgyalni velem, Paulnak és Steve-nek viszont elmondta, hogy a bonyodalmakról egyedül én tehetek, mert úgysem egyeznék bele semmibe.”
Január 17-én az együttes feloszlott, külön-külön utaztak Los Angelesbe. McLaren, Cook és James Rio de Janeiróba készültek munkaszabadságra. Vicioust, aki egyre rosszabbul volt, egy barátja vitte Los Angelesbe, aztán pedig New Yorkba, ahol kórházba szállították. Rotten később így írta le helyzetét: „A Sex Pistols elhagyott. Partra vetődtem Los Angelesben jegy nélkül, hotelszoba nélkül, egy üzenettel a Warner Bros-nak, hogyha bárki Johnny Rottenként mutatkozna be náluk, az hazudik. Így végeztem Malcolmmal – de nem a többiekkel; őket mindig szeretni fogom.” Rotten New Yorkba repült, ahol egy január 18-ai interjúban jelentette be az együttes feloszlását. Pénztelenül felhívta a Virgin Records igazgatóját, Richard Bransont, aki hajlandó volt kifizetni a repülőjegyét Londonba, Jamaikán keresztül. Jamaikában Branson találkozott a Devo együttes tagjaival, ahova megpróbálta beszervezni Rottent. A Devo elutasította a javaslatot.
Cook, Jones és Vicious soha többé nem játszott együtt Rotten kilépése után. Az elkövetkező néhány hónapban McLaren felvételeket szervezett Brazíliában (Jonesszal és Cookkal), Párizsban (Viciousszel) és Londonban; mindhárman olyan dalokat énekeltek fel, amik messze álltak a punk hangzásától. Ezek a felvételek szerepeltek volna a Pistols szereplésével készülő filmben, amit Julian Temple rendezett. Június 30-án megjelent egy kislemez a Sex Pistols neve alatt: az egyik oldalon Ronnie Biggs vonatrabló énekelte a No One Is Innocent dalt Jones és Cook kíséretével; a másik oldalon Vicious énekelte a klasszikus My Way-t. Utóbbin is Jones és Cook játszott egy vonószenekarral. A kislemez a listák hetedik helyéig jutott, az eladott példányok száma minden Rotten tagsága alatt készült kislemezét meghaladta. McLaren újra akarta alapítani az együttest egy új állandó frontemberrel, de Vicious – McLaren első számú jelöltje – megelégelte őt. A My Way elkészítéséért cserébe Vicious azt követelte McLarentől, hogy írjon alá egy papírt, ami szerint többé már nem a menedzsere. Augusztusban Vicious Londonban utoljára zenélt névleges Sex Pistolként: két Eddie Cochran-feldolgozást rögzített. Ezután visszatért New Yorkba, és ezzel véget vetett McLaren terveinek.

### A feloszlás után
Miután elhagyta a Pistolst, Johnny Rotten visszatért születési nevéhez, és John Lydonként megalapította a Public Image Ltd-t (PiL) a Clash egykori tagjával, Keith Levene-nel, valamint iskolai barátjával, Jah Wooble-lal. Már debütáló kislemezük, az 1978-as Public Image top tízes lett az Egyesült Királyságban. Lydon beperelte McLarent és a Sex Pistolst menedzselő céget, a Glitterbestet. A vádak között voltak a ki nem fizetett jogdíjak, a „Johnny Rotten” név helytelen használata, a tisztességtelen szerződési kötelezettségek, és „az összes bűntény során okozott kár”. 1979-ben a PiL rögzítette a posztpunk klasszikusának számító Metal Boxot. Lydon az együttessel koncertezett, és más előadókkal is együtt dolgozott.
Vicious, immáron New Yorkban, önálló előadóként kezdett tevékenykedni, menedzsere Nancy Spungen lett. Rögzített egy koncertalbumot, amely 1979-ben jelent meg Sid Sings címmel. 1978. október 12-én Spungent holtan találták a Viciousszel közösen bérelt szobában. Spungen testén szúrt sebek voltak, és csak fehérneműjét viselte. A rendőrség kábítószer-fogyasztás nyomait találta a helyszínen, Vicioust letartóztatták és gyilkossággal vádolták. Egy akkori interjúban McLaren elmondta: „Nem hiszem el, hogy bármi ilyesmibe belekeveredett volna. Sid feleségül akarta venni Nancyt New Yorkban. Nagyon közel állt hozzá, és szenvedélyes kapcsolatuk volt.” (A bizonyítékok Rockets Redglare heroindílerhez és egykori színészhez vezettek.) Vicioust óvadék ellenében kiengedték. Sid ezután egy söröskorsót vágott Todd Smithhez, Patti Smith testvéréhez, ezért újra letartóztatták. 1978. december 9-én a Rikers Island-i börtönbe szállították, ahol 55 napot töltött és méregtelenítésen esett át. 1979. február 1-jén szabadult; nem sokkal éjfél után, a szabadulását ünneplő kis összejövetel után, Vicious heroin-túladagolásban elhunyt. Huszonegy éves volt. Az eseményre Lydon így reagált: „Szegény Sid. Az egyetlen módja annak, hogy azzá legyen, akinek látszani szeretett volna, a halál volt. Tragikus, de Sidre vall. Megvette a közvéleményben kialakult képét.”
1979. február 7-én, öt nappal Vicious halála után, megkezdődtek a tárgyalások Lydon perében. Cook és Jones McLaren oldalán álltak, de ahogy bebizonyosodott, hogy a menedzser minden bevételüket a tervezett filmjébe fektette, átálltak Lydon oldalára. Február 14-én a bíróság a filmet és a filmzenét elvette McLarentől, így az együttes tagjai hozzáférhettek vagyonukhoz. McLaren – jelentős adósságokkal és ügyvédi költségekkel – Párizsba utazott, hogy aláírjon egy szerződést egy lemezre. Egy hónappal később, Londonban elhatárolódott a filmtől, amibe annyi időt és pénzt fektetett. McLaren ezt követően az Adam and the Ants és a Bow Wow Wow együttesekkel dolgozott együtt. A nyolcvanas évek közepén néhány sikeres és nagy hatású lemezt adott ki szólóelőadóként.

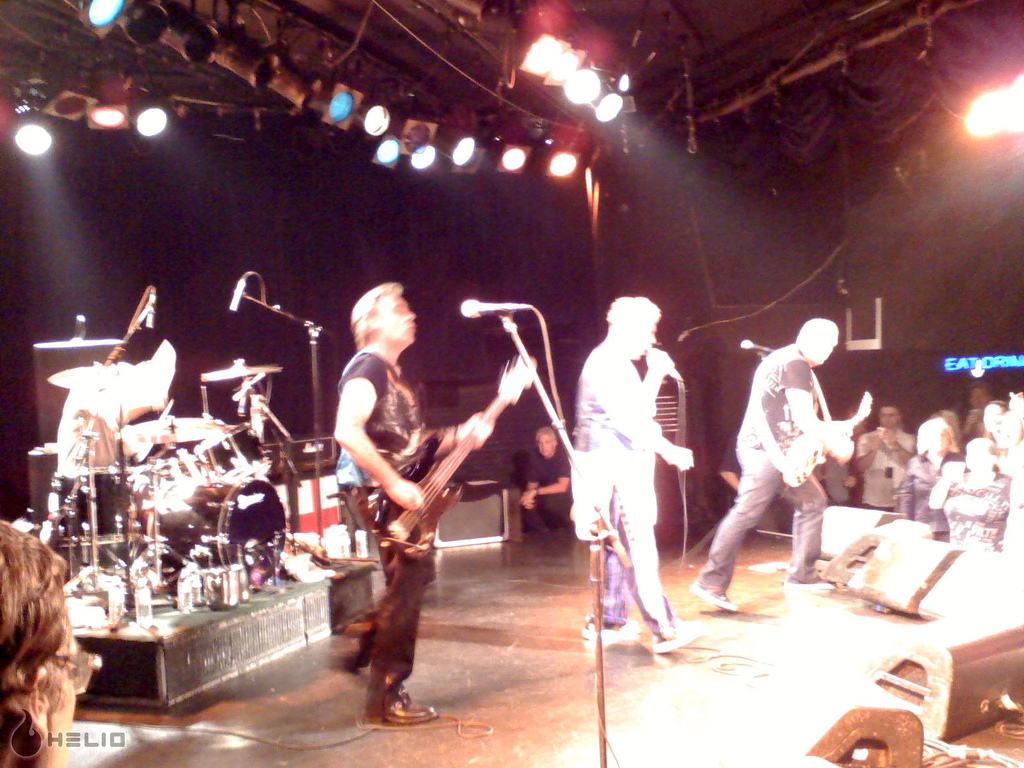
Az együttes koncertje Hollywoodban, 2007. október 26-án

1979. február 24-én megjelent a The Great Rock 'n' Roll Swindle, a még mindig félkész film zenei albuma. Főleg a Sex Pistols dalait tartalmazza, köztük a Jonesszal, Viciousszal, Cookkal, Ronnie Biggsszel és Edward Tudor-Pole-lal készült felvételeket. Néhány dalon maga McLaren is énekel. Az albumon szerepel pár korábban kiadatlan Rottennel készült felvétel is, Jones és Cook később felvett kíséretével. Az együttes utolsó, San Franciscó-i koncertjéről is szerepel egy felvétel. Az albumon hallható néhány Sex Pistols-dal feldolgozása is. Négy top 10-es kislemez jelent meg az albumról, eggyel több, mint a Never Mind the Bollocks-ról. Az 1978-as No One Is Innocent/My Way-t több 1979-es kislemez követte. A Something Else feldolgozása, amin Vicious énekel, a harmadik helyig jutott a listákon, és a legtöbb példányban eladott Sex Pistols-kislemez lett. A Jones által énekelt Silly Thing a hatodik helyig jutott, Vicious másik Cochran-feldolgozása, a C’mon Everybody pedig a harmadik helyet érte el. Két további kislemez jelent meg a filmzenéről a Sex Pistols neve alatt: a The Great Rock 'n' Roll Swindle Tudor-Pole előadásában és Rotten 1976-os felvétele, a (I’m Not Your) Steppin’ Stone; mindkettő épp csak felkerült a legjobb 20-ba.
A Sex Pistols-filmet Temple fejezte be, aki a forgatókönyv egyedüli szerzője lett McLaren távozása után. A The Great Rock 'n' Roll Swindle végül 1980-ban jelent meg. A filmen érezhető McLaren hatása: kitalált, abszurd, részben animált film, amely az együttes történetét mondja el – McLarennel a főszerepben, Jonesszal a mellékszerepben, Vicious és Cook közreműködésével. Tartalmazza a God Save the Queen és a Pretty Vacant promóciós videóit és széles körű dokumentumanyagot, főleg Rottenről. A filmben McLaren azt állítja, hogy ő hozta létre a zenekart és ő építette fel a hírnevüket.
Cook és Jones vendég- és stúdiózenészekként játszottak. 1980-ban megalapították a Professionals nevű együttest, ami két évig működött. Jones ezután a Chequered Past és a Neurotic Outsiders együttesekben zenélt. Ezen felül két szólóalbumot is kiadott, a Mercy-t és a Fire and Gasoline-t. Jelenleg Los Angelesben él, ahol napi rádióműsora van. Cook az 1980-as évek végén a Chiefs of Relief tagja volt, majd 1990-ben Edwyn Collinsszal zenélt. Jelenleg a Man Raze tagja. A Rich Kids 1979-es felbomlása után Matlock több együttesben játszott, turnézott Iggy Poppal, több szólóalbumot is kiadott. Jelenleg a Slinky Vagabond tagja.
Az 1979-es per több kérdést nyitva hagyott Lydon és McLaren között. Öt évvel később Lydon újabb keresetet nyújtott be. Végül 1986. január 16-án Lydon, Jones, Cook és Sid Vicious képviselője kapta meg az együttes öröksége kezelésének jogát, köztük a The Great Rock 'n' Roll Swindle és minden felvételének jogát – összesen több mint 250 órát. Még ugyanabban az évben megjelent egy film Vicious és Spungen kapcsolatáról, a Sid and Nancy, Alex Cox rendezésében. Önéletrajzában Lydon kritizálja a filmet, szerinte az „dicsőíti a heroinfüggőséget”, „lealázza Vicious életét” és teljesen rosszul mutatja be a Sex Pistols London punkmozgalmában betöltött szerepét.

### Egyesülések és az együttes későbbi tevékenysége
A Sex Pistols eredeti négy tagja 1996-ban összeállt a hat hónapos Filthy Lucre Tourra, aminek során Európában, Észak- és Dél-Amerikában, Ausztráliában és Japánban léptek fel. Az együttes tagjainak hozzáférése a The Great Rock 'n' Roll Swindle anyagához lehetővé tette a 2000-es dokumentumfilm, a The Filth and the Fury elkészítését. A film –amelynek rendezője ismét Temple volt – az együttes szemszögéből mondja el a történteket, nem pedig McLaren vagy a sajtó szemszögéből. 2002-ben, a királynő megkoronázásának 50. évfordulóján a Sex Pistols a londoni Crystal Palace National Sports Centre-ben lépett fel. 2003-ban megtartották a háromhetes észak-amerikai Piss Off Tourt.
2006. március 9-én az együttes a Universal Music Group-nak adta el a jogait. Néhányan kritizálzák ezt a megállapodást. 2006 novemberében a Sex Pistols-t beiktatták a Rock and Roll Hall of Fame-be, Vicious-szal együtt. Az együttes a weblapján utasította vissza a kitüntetést. Egy tv-s interjúban Lydon azt ajánlotta, hogy a Hall of Fame „Csókolja meg!” és egy obszcén mozdulatot tett. Jones szerint „Amint múzeumba akarsz kerülni, vége a Rock & Rollnak. Arról nem a rajongók döntenek, hanem azok, akik beiktatnak vagy mások; olyanok, akik már benne vannak.”
A Sex Pistols 2007 novemberében újabb öt koncertet adott a Brixton Academy-ben, egyet Manchesterben és egyet Glasgowban. 2008-ban több európai fesztiválon is felléptek a Combine Harvester Tour keretein belül. Augusztusban a Sziget Fesztiválon és a holland Lowlands fesztiválon léptek fel. Később a Hammersmith Apollóban is játszottak. Még ugyanebben az évben kiadták a There'll Always Be an England DVD-t, melyet 2007. november 10-én rögzítettek a Brixton Academy-i koncertjükön. 2010-ben a Fragrance and Beuty Limited kozmetikai cég bejelentette egy Sex Pistols-illat piacra dobását. Az együttes 2012-ben leszerződött a Universal Music Grouppal a Never Mind the Bollocks új kiadására.

## Emlékezete

### Kulturális hatás

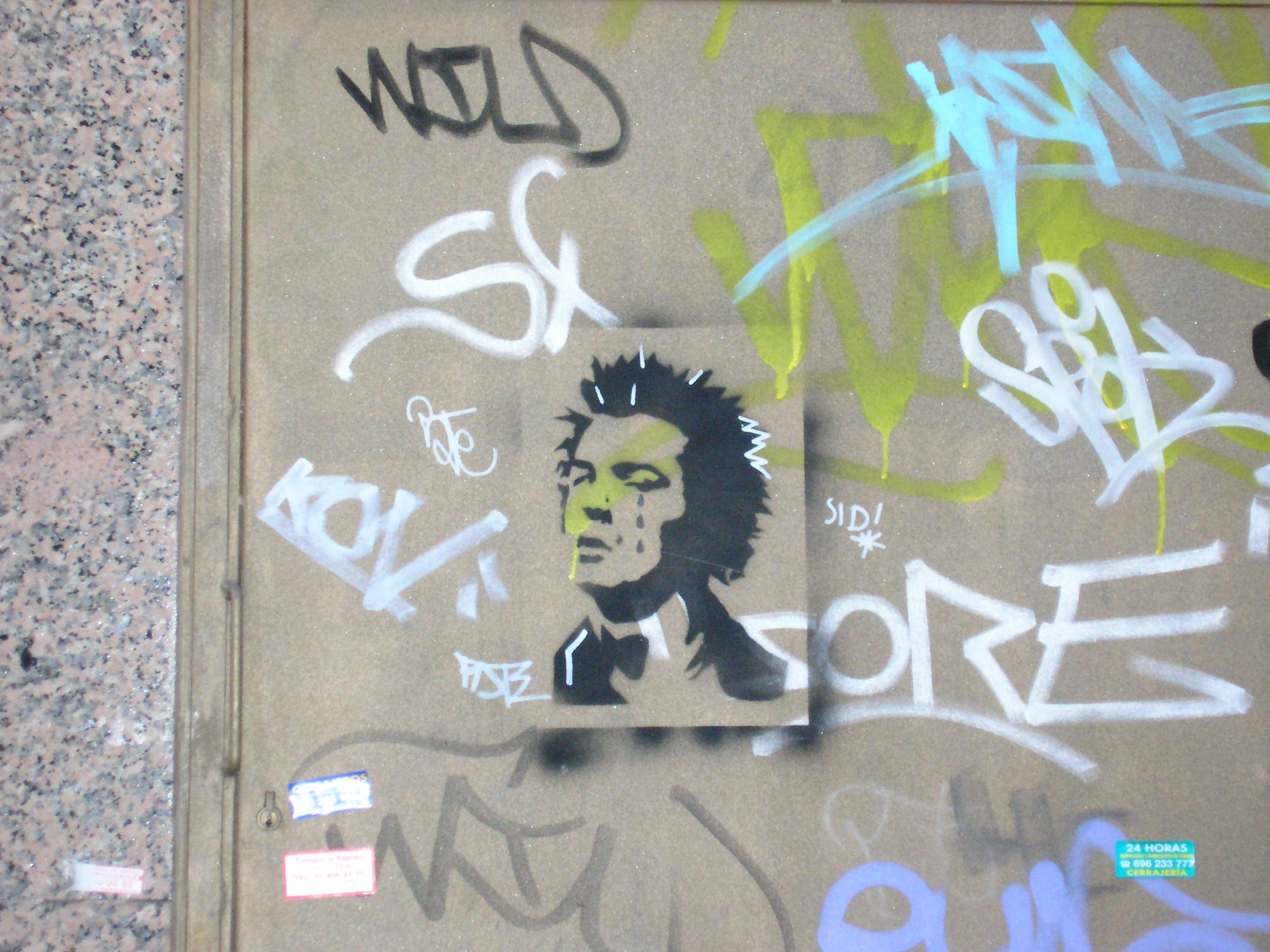
Vicious képe, Madrid, 2006

A Trouser Press Record Guide Sex Pistolsról szóló cikkben ez áll: „Hatásukat – mind a kortárs zenére és a pop kultúrára általában – nehezen lehetne eltúlozni.” A Rolling Stone úgy jellemzi őket, hogy az együttes „szöges ellentétben az 1970-es évek rockzenéjére jellemző csillogással és önteltséggel testesítette meg a popkultúra kevés, igazán kritikus pillanata közül az egyiket – a punk virágzását.” 2004-ben a magazin minden idők 58. legjobb együttesének nevezte a Sex Pistolst. Dave Marsh vezető zenekritikus „a 70-es évek kétségtelenül legradikálisabb együttesének” nevezte őket.
Bár nem a Sex Pistols volt az első punkegyüttes, a fennállásuk alatt kiadott felvételeik a punkmozgalom egyedüli katalitikus megtestesülései voltak. Az Anarchy in the U.K., God Save the Queen és Never Mind the Bollocks kiadványokat a popzene történetének legfontosabb kiadványai közé sorolják. A Never Mind the Bollocks a legjobb albumokat felsorakoztató listák állandó szereplője: 2006-ban 28. lett a Q magazin „A legjobb 100 album” listáján, míg a Rolling Stone 1987-ben „Az elmúlt 20 év 100 legjobb albuma” listáján a 2. helyre került. A lemezt a rocktörténelem legnagyobb hatású lemezei közé sorolják. Az AllMusic kritikája „minden idők egyik legjobb, leginspirálóbb rockalbumának” nevezi.
A Sex Pistols eredeti, két és fél éves fennállása alatt több punk- és posztpunk együttes stílusát és megalakulását inspirálta. A Clash, a Siouxsie and the Banshees, az Adverts. Vic Godard a Subway Sectből és Ari Up a Slitsből a Pistolst nevezték példaképüknek. Pauline Murray a Penetration durhami punkegyüttesből 1976 májusában látta először a Pistolst Northallertonban. Később így írta le az élményt: „A Pistols nélkül semmi sem történt volna. Valami olyan élmény volt, hogy 'Hú, én hiszek ebben'. Azt mondták: „Ez az egész egy nagy rakás szar. Azt csinálok, amit csinálok, és nem érdekel, mások mit gondolnak.” Ez volt az egész kulcsa. Az emberek elfeledkeztek róla, de számomra ez volt a fő ideológia: nem érdekel, mit gondoltok – úgyis szarok vagytok. Ez volt az a hozzáállás, ami áthatotta az embereket és a zenét.”
A Sex Pistols 1976. június 4-ei manchesteri koncertje lett a rocktörténelem egyik legjelentősebb eseménye. Az alig negyven főből álló közönségből sokan a punk és a posztpunk meghatározó alakjai lettek: Pete Shelley és Howard Devoto, a koncert szervezői, akik akkor tagokat kerestek a Buzzcocksba; Bernard Sumner, Ian Curtis és Peter Hook, a későbbi Joy Division tagjai; Mark E. Smith a Fallból és Morrissey, később a The Smiths tagja. Anthony H. Wilson, a Factory Records alapítója július 20-án látta először az együttest. Az Nofx, a The Stone Roses, a Guns N’ Roses, a Nirvana, a Green Day és az Oasis tagjaira is hatott a Pistols. A London College of Music tanulmányi útmutatója így emlékezik meg az „igen nagy hatású” együttesről: „A popzene több műfaja, mint a grunge, indie, thrash metal és még a rap is az úttörő punkegyütteseknek köszönheti az alapjait – közülük pedig a Sex Pistols volt a legjelentősebb.”
A Trouser Press Record Guide szerint „a Pistols és menedzserük/provokatőrük, Malcolm McLaren, a modern zeneszerzés minden aspektusát próbára tették, ezzel számtalan együttest inspiráltak arra, hogy az ő nyomukban haladjanak. A róluk kialakult konfrontatív, nihilista kép és nihilista társadalmi-politikai szövegeik meghatározták azt a stílust, amelyet a punkegyüttesek még ma is követnek.” Toby Creswell kritikus másban látja inspirációjuk elsődleges forrását: „a látszat ellenére a Pistols nagyon komolyan vette a zenét. Az igazi lázadó kiáltás Jones gitárjából jött: masszív falak a legegyszerűbb gitárriffekből építve. A Sex Pistols lényegében megerősítette azt, amit a ’60-as évek garage-együttesei bemutattak – nincs szükség komoly felszerelésre a rock & rollhoz. Egy olyan korban, ahol a zene egyre bonyolultabbá vált, a Sex Pistols generációja igazi forradalmat eredményezett.”
Óriási zenei hatásuk mellett a Sex Pistols hatása a kultúrára mindenütt fellelhető. Jamie Reid munkái a legfontosabb grafikus dizájnok közé tartoznak, és még a 21. században is hatással vannak a területre. 21 éves korára Sid Vicious már igazi „póló-ikon” volt. Míg halála sokak számára a punk törekvéseinek nyilvánvaló bukását jelentette, Vicious a kudarcra ítélt fiatalság jelképévé vált. A brit punkdivat megteremtőinek Westwoodot és McLarent tartják, de Lydon is nagy hatással volt rá.

### Az alapötlet és a hitelesség kérdése
A Sex Pistols-ra jellemző volt, hogy nem csak zenei téren voltak céljaik – McLaren egy alkalommal nyíltan megvetette az együttes zenéjét és a punk rockot: „Krisztus, ha az emberek a zenéért vennék a lemezeket, ez az egész már rég megbukott volna.” A Sex Pistols intézményellenessége máig vita tárgya. McLaren a zene elé helyezte a punk alapgondolatát, amelyet később teljesen kisajátított. A Sex Pistolst később a saját szituacionista stílusú művészi vállalkozásának nevezte: „Úgy döntöttem, embereket fogok használni, ahogy a szobrász használja az agyagot.” Törekvéseinek köszönhetően a Sex Pistols a popkultúra elengedhetetlen részévé vált: „A punk lett a 20. század végének legfontosabb kulturális mozgalma” – jelentette ki McLaren. – „Hitelessége kimagaslik a mai karaoke pótlékkultúrából, ahol minden és mindenki eladó… a punk nem eladó, és sosem volt az.” Egyesek szerint az együttes csak egy cinikus átverés volt. Valami, amivel „nadrágot lehet eladni”, ahogy McLaren 1989-ben fogalmazott. Jon Savage így írja le McLaren alapgondolatát a The Great Rock 'n' Roll Swindle-ből: „gondosan előkészített módja a lehető legtöbb pénz sikkasztására a zeneiparban.” A film többször elismétli: „pénz a káoszból” (a kifejezés McLaren egyik kedvenc szólása volt).
Lydon azonban tagadta McLaren befolyását: „A hírverést azzal keltettük, hogy önmagunk voltunk. Bizonyára [McLaren] tisztában volt a fölöslegességével, így túlkompenzált. A punkokat a francia szituacionistákhoz hasonlítani, beszélhettek ról, amennyit akartak, teljes sületlenség. Nonszensz!” Cook ezzel egyetértett: „A szituacionizmusnak semmi köze sem volt a dolgainkhoz. A Jamie Reidhez meg a Malcolmhoz hasonló fazonok beindultak, mert újak, frissek, valódiak voltunk. Szerintem velünk váltak valóra az álmaik.” Lydon szerint „ha volt valami célja, az az volt, hogy a mi saját munkásosztálybeli véleményünket bejuttassa a mainstreambe, mert akkor az ilyen vélemények nem voltak jelen a popzenében.”
Toby Creswell állítása szerint „Az egész egy általános lázítás volt, ami a legcsekélyebb ellenőrzés hatására képes összeomlani.” Ian Birch kritikus 1981-ben „baromságnak” nevezte az állítást, miszerint a Sex Pistols „valamilyen politikai befolyással bírt volna… Ha tettek valamit, akkor az az volt, hogy sok embernek megtetszettek, amiért semmik sem voltak. Egész biztosan nem inspirálták a munkásosztályt.” Bár a konzervatívok 1979-es győzelme ezt támasztja alá, Julian Temple megjegyzi, hogy a réteget, amelyre a Sex Pistols hatással volt, „nem a normális munkásosztálybeli családok alkották. Szociális értelemben messzebbre nyúltak. Valójában a munkásosztály peremre került rétegét képviselték.” Egy éven belül az Anarchy in the U.K. széles körben elterjedt: punkegyüttesek százai jöttek létre országszerte – munkásosztálybeliekből és középosztálybeliekből, akik megtagadták saját osztályuk értékeit, és a munkásokkal vállaltak szolidaritást.
1980-ban Greil Marcus így jellemezte McLaren ellentmondásos jellemét: „Lehetséges, hogy az önmagát dicsérő Svengaliuk agyában a Sex Pistols sosem volt több, mint egy kilenc hónapos csoda, egy olcsó módja a gyors pénzszerzésnek, néhány nevetés, a régi épater la bourgeoisie emléke. Lehetséges, hogy a fő terroristájuk és propagandistájuk, az anarchista veterán és szituacionalista művész, McLaren agyában a Sex Pistols egy erő lett volna, ami térdre kényszeríti a világot… és egyesíti a zenét és a politikát. A Sex Pistols mindez volt.”
Néhány évvel korábban Marcus felfedte az együttes zenéjének és politikájának gyökereit. Megjegyezte, hogy „egy olyan kultúra gondolatát, amely követeléseket támaszt, amelyet egy kormány sem képes kielégíteni, a reggae-ből és a rasztáktól vették át; egy olyan kultúráét, amely kizárólagos lesz, már-már szeparatista, de egyben messianisztikus, apokaliptikus és sztoikus, és ignorálja vagy megszünteti az ilyen körülmények összetettségének minden ellentmondását.” Sean Campbell kritikus megjegyzi, hogy Lydon ír katolikus származása megkönnyítette bejutását a londoni reggae-mozgalomba, ugyanakkor megnehezítette helyzetét az angol munkásosztályban – ahonnan az együttes többi tagja származott.
Bill Wyman kritikus elismeri, hogy Lydon „vad intelligenciája és ámulatbaejtő színpadi karizmája” fontos katalizátorok voltak, de az együttes igazi lényege McLaren provokatív manipulációjában rejlik. Habár a Sex Pistols nyilvános sértegetéseinek egy részét McLaren, Westwood és társaik előre megtervezték, mások nyilvánvalóan spontánok voltak, köztük a Bill Grundy Today showjában történtek, amelyeket McLaren is kulcsmomentumnak tartja, „ami mindent megváltoztatott”. „Malcolm csak kihasználta a helyzeteket” – jegyzi meg Cook – „Nem ő okozta őket; az a mi dolgunk volt.” Az együttes hatása a későbbi manchesteri punkmozgalomra is nehezen elvitatható. Matlock később leírta, távozásakor úgy érezte, hogy McLaren „kezdte azt hinni, hogy mi az ő bábjai vagyunk… Másrészről, azóta rájöttem, hogy még Malcolm sem tudta, hogy mi lesz ebből az egészből.” Matlock távozásával bebizonyította, hogy fontos eleme volt az együttes kreativitásának: a távozása és az együttes feloszlása között eltelt tizenegy hónap alatt a Sex Pistols tagjai csak két dalt írtak.
Simon Reynolds zenetörténész megjegyzi, hogy McLaren akkor lett igazán irányító, amikor az együttes feloszlott, ő pedig elkészítette a The Great Rock 'n' Roll Swindle-t és megszerezte Ronnie Biggst énekesnek. A Sex Pistols-ról szóló legtöbb írás készpénznek vette McLaren filmbeli kijelentéseit. Ahogy Dave Thompson újságíró 2000-ben megjegyezte: „a Swindle manapság sokak szerint az igazságot mutatja be.” (Annak ellenére, hogy a film egy analfabéta Steve Jones-t, egy beszélő kutyát ábrázol, Sid Vicious pedig a nézők közé lő, köztük az anyjára is, a My Way klipjének végén.) Temple megjegyzi, hogy McLaren karakterét viccnek szánták: „A bábmester képe, aki agyagból formázta meg Johnny Rottent és létrehozta Sid Vicioust. Egy vicc volt, hogy ők teljesen legyártottak voltak.” (McLaren utolsó jelenetében elmondja, hogy hosszú ideig tervezte a Sex Pistols-t: „Már tízéves korom óta! Mióta Elvis Presley belépett a seregbe!”) Temple elismeri, hogy McLaren egy kicsit „túlzásba vitte a dolgot”.
A Sex Pistols turnémenedzsere, Noel Monk, és Jimmy Guterman újságíró szerint Lydon több volt „az együttes szócsövénél. Ő az együttes dühöngő agya. McLaren vagy barátja, Jamie Reid lehet, hogy szóvá tette az „anarchia” vagy „üres” szavakat, amire aztán Rotten támaszkodott, de McLaren nem jelenti azt Rotten számára, amit szeretné, hogy jelentsen. McLaren azt hitte, hogy egy tabula rasával dolgozik, de később rájött, hogy Rottennek vannak saját ötletei.” Kevés kétség van azonban McLaren marketinges tehetségéről és nagy szerepéről az együttes nem sokkal megalakulásuk utáni ikonná válásában . Temple hozzáteszi: „Sok embert megnyert. Rengeteg rendkívüli ötlete volt.” Ugyanakkor Jon Savage hangsúlyozza: „Valójában Steve Jones ötlete volt a zenekar összehozása McLarennel. Ő választotta McLarent, nem pedig fordítva.”

## Tagjai
- Paul Cook – dob (1975–78, 1996-tól napjainkig)
- Steve Jones – gitár, basszusgitár (stúdióban), háttérvokál (1975–78, 1996-tól napjainkig)
- Glen Matlock – basszusgitár, háttérvokál (1975–77, 1996-tól napjainkig)
- Johnny Rotten – ének (1975–78, 1996-tól napjainkig)

Korábbi tagok
- Sid Vicious – basszusgitár, háttérvokál (1977–78)

A Sex Pistols énekesei Rotten után
Énekesek a The Great Rock ’n’ Roll Swindle albumról:
- Ronnie Biggs – No One Is Innocent, Belsen Was a Gas
- Paul Cook – Silly Thing (film- és albumverzió)
- Steve Jones – Friggin' In The Riggin, EMI (Orchestral), Lonely Boy, Silly Thing (kislemezverzió)
- Malcolm McLaren – God Save The Queen (Symphony), You Need Hands
- Edward Tudor-Pole – The Great Rock 'n' Roll Swindle, Who Killed Bambi?, Rock Around the Clock
- Sid Vicious – My Way, Something Else, C'mon Everybody

## Diszkográfia

### Lemezek
Stúdióalbumok
- Never Mind the Bollocks, Here’s the Sex Pistols (1977)

Koncertlemezek
- Anarchy in the U.K: Live at the 76 Club (1985)
- Filthy Lucre Live (1996)
- Raw and Live (2005)
- Live & Filthy (2008)

Válogatások
- Flogging a Dead Horse (1980)
- Sex Pack (1980)
- Kiss This (1992)
- Jubilee (2002)
- Sex Pistols (2002)
- Agents of Anarchy (2007)

Egyéb kiadványok
- Spunk (1977) – korai stúdiófelvételek, demók
- The Great Rock ’n’ Roll Swindle (1979) – filmzene
- Some Product: Carri on Sex Pistols (1979) – interjúk, rádiós megjelenések

### Kislemezek
- Anarchy in the U.K. (1976)
- God Save the Queen (1977)
- Pretty Vacant (1977)
- Holidays in the Sun (1977)
- No One Is Innocent/My Way (1978)
- Something Else (1979)
- Silly Thing (1979)
- C'mon Everybody (1979)
- The Great Rock 'n' Roll Swindle (1979)
- (I'm Not Your) Steppin' Stone (1980)
- Who Killed Bambi? (1981)
- Anarchy in the U.K. (1992) – (új kiadás)
- Pretty Vacant (1992) – (új kiadás)
- Pretty Vacant (1996) – (koncertfelvétel)
- God Save the Queen (2002) – (új kiadás)
- Anarchy in the U.K. (2007) – (harmadik kiadás)
- God Save the Queen (2007) – (harmadik kiadás)
- Pretty Vacant (2007) – (harmadik kiadás)
- Holidays in the Sun (2007) – (új kiadás)

## Fordítás
- Ez a szócikk részben vagy egészben  a   Sex Pistols című angol Wikipédia-szócikk ezen változatának fordításán alapul.  Az eredeti cikk szerkesztőit annak laptörténete sorolja fel. Ez a jelzés csupán a megfogalmazás eredetét és a szerzői jogokat jelzi, nem szolgál a cikkben szereplő információk forrásmegjelöléseként.